# Erishum III
Erishum III, rey de Assur del Imperio Antiguo (h. 1600 a. C.)
Hijo del rey Kidin-Ninua, sucedió a su hermano Sharma-Adad II. Gobernó durante unos trece años y fue sucedido por otro hermano, Shamshi-Adad II. No se conocen más datos sobre este monarca.
| Predecesor: Sharma-Adad II | Rey de Asiria 1598-1586 a. C. | Sucesor: Shamshi-Adad II |